# Торбеево (городской округ Люберцы)
Торбе́ево — деревня в Московской области России. Входит в городской округ Люберцы. Население — 27 чел. (2010).

## География
Деревня Торбеево расположена в северо-восточной части городского округа Люберцы, примерно в 7 км к востоку от города Люберцы. Высота над уровнем моря 139 м. В 1,5 км к северо-востоку от деревни протекает река Вьюнка. К деревне приписано 2 СНТ: Ветеран-3 и Мичуринец. Ближайший населённый пункт — деревня Русавкино-Поповщино городского округа Балашиха.

## История
В 1926 году деревня входила в Мотяковский сельсовет Ухтомской волости Московского уезда Московской губернии.
С 1929 года — населённый пункт в составе Ухтомского района Московского округа Московской области.
До муниципальной реформы 2006 года Торбеево находилось в подчинении администрации рабочего посёлка Красково.
С 2006 до 2016 гг. деревня входила в городское поселение Красково Люберецкого муниципального района. С 2017 года деревня входит в городской округ Люберцы, в рамках администрации которого деревня подчинена территориальному управлению Красково-Малаховка.

## Население
В 1926 году в деревне проживало 14 человек (5 мужчин, 9 женщин), насчитывалось 3 хозяйства, из которых 2 было крестьянских. По переписи 2002 года — 48 человек (24 мужчины, 24 женщины).
| 1926 | 2002 | 2006 | 2010 |
| ---- | ---- | ---- | ---- |
| 14   | ↗48  | →48  | ↘27  |